# パブロ・ガルダメス
パブロ・イグナシオ・ガルダメス・ミジャン（Pablo Ignacio Galdames Millán, 1996年12月30日 - ）は、チリ・首都州サンティアゴ出身のサッカー選手。カンピオナート・ブラジレイロ・セリエA・CRヴァスコ・ダ・ガマ所属。ポジションはMF。

## クラブ経歴
ウニベルシダ・デ・チレのユースアカデミーを経て、13歳の時にウニオン・エスパニョーラのユースに加入。2013年にBチームに昇格し、翌年トップチームに昇格。2014-15シーズンより出場機会が増え、主力選手に成長。2018年にCAベレス・サルスフィエルドに移籍した。
2021年9月2日、ジェノアCFCと3年契約を締結したことが発表された。
2023年1月31日、USクレモネーゼに半年ローンで加入した。
2024年2月5日、CRヴァスコ・ダ・ガマに移籍した。

## チリ代表
2015年にU-20のチリ代表に招集され、南米ユース選手権に出場。2017年1月フル代表に初招集。同月17日のクロアチア戦でフル代表デビュー。2021年にはコパ・アメリカ2021に出場した。

## 人物
- 父も元サッカー選手で、1995年から6年間チリ代表でプレーした。本名は『パブロ・マヌエル・ガルダメス・ディアス』(Pablo Manuel Galdames Díaz)。